# Coelioxys lativentris
Coelioxys lativentris är en biart som beskrevs av Heinrich Friese 1909. Coelioxys lativentris ingår i släktet kägelbin, och familjen buksamlarbin. Inga underarter finns listade i Catalogue of Life.